# Leszek Wajda
Leszek Jakub Wajda (ur. 20 sierpnia 1927 w Suwałkach, zm. 15 maja 2015 w Krakowie) – polski scenograf, artysta plastyk, profesor Akademii Sztuk Pięknych im. Jana Matejki w Krakowie.

## Życiorys
Leszek Wajda pochodził z rodziny zawodowego wojskowego – Jakuba Wajdy (1900–1940). Jego starszym bratem był reżyser Andrzej Wajda. Piastował między innymi funkcję dziekana Wydziału Architektury Wnętrz Akademii Sztuk Pięknych w Krakowie. Wspólnie z żoną Anną Mściwujewską-Wajdową współpracował z Muzeum Narodowym w Krakowie i Zamkiem Królewskim na Wawelu przy organizacji wystaw. Współpracował również z bratem, jako scenograf na planie jego produkcji, w tym takich filmów jak Popiół i diament, Jutro premiera, Niewinni czarodzieje czy Samson.
Pochowany na cmentarzu Salwatorskim w Krakowie, w grobie rodzinnym Wajdów (sektor SC3-8-18).

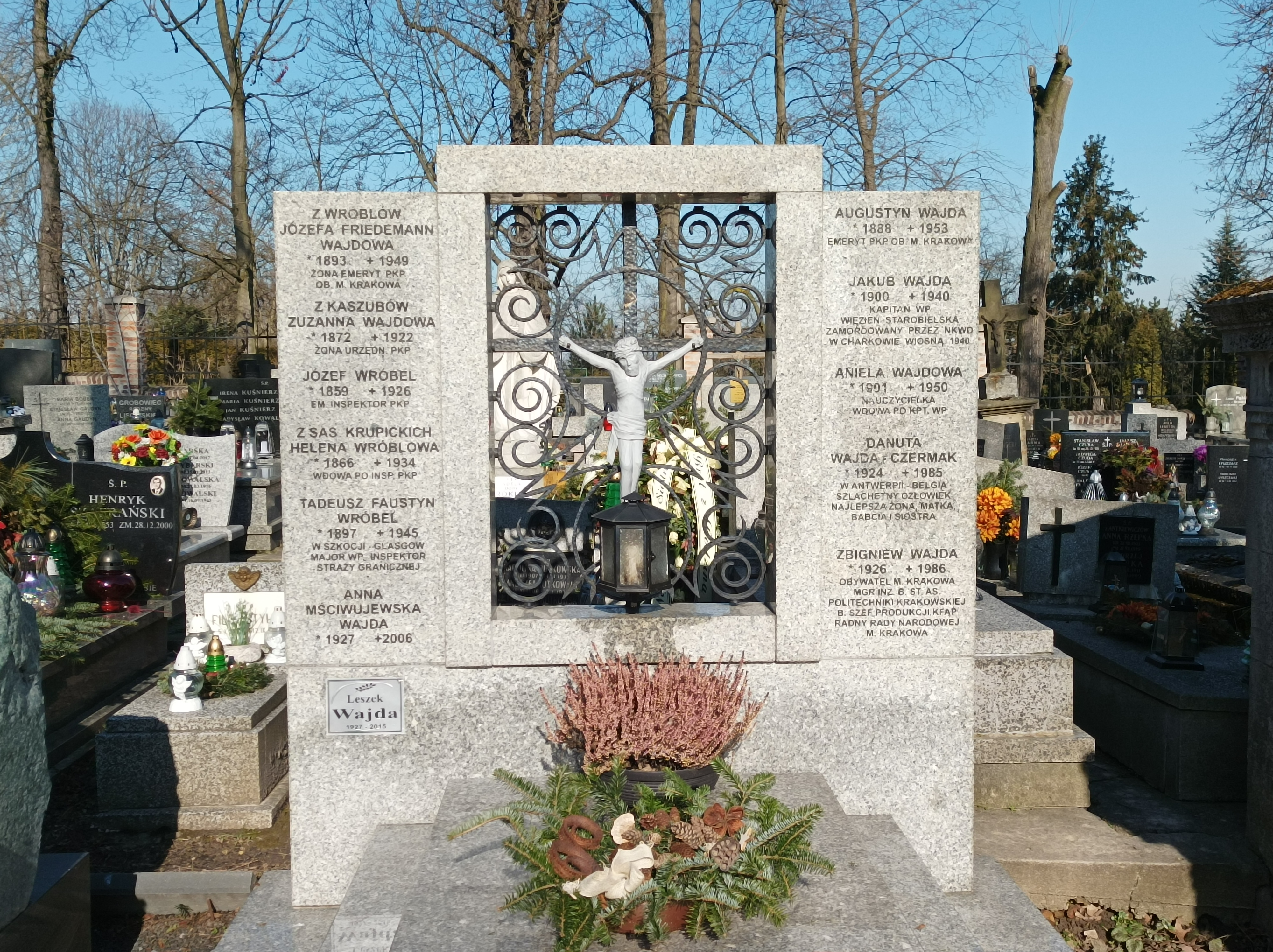
Grób prof. Leszka Wajdy na Cmentarzu Salwatorskim

Jego wnuk Mateusz jest mężem aktorki Katarzyny Wajdy.

## Odznaczenia
- Krzyż Kawalerski Orderu Odrodzenia Polski za wybitne zasługi dla kultury polskiej[6].